# Hans Christian Cornelius Mortensen
 Der er flere personer med dette navn, se Hans Mortensen.
Hans Christian Cornelius Mortensen,også kaldet Fugle-Mortensen (27. august 1856 i Jonstrup – 7. juni 1921 i Viborg) var en dansk ornitolog. Han var den første i verden til systematisk at bruge ringmærkning af fugle til videnskabeligt formål.
Hans Chr. C. Mortensen blev født i Jonstrup på Sjælland. Han blev student i 1874 og forsøgte sig derefter både med det teologiske og medicinske studium samt med zoologistudiet uden at fuldføre nogen af dem. Til trods herfor blev han ansat som lærer ved forskellige skoler i Københavnsområdet, og i 1888 kom han til Viborg Katedralskole som adjunkt. Her blev han senere udnævnt til overlærer (lektor). Han giftede sig i 1891 med lærerkollegaen Ingeborg Cathrine Lemming.
Hans første forsøg med ringmærkning fandt sted med stære i 1899. Mortensen opfandt en såkaldt stærenapper, et fangstapparat, som gjorde, at han så at sige fik stærene serveret på sit skrivebord. Det huskedes også i  lang tid efter, hvorledes han kravlede rundt på Viborgs hustage for at ringmærke byens storke. Han ”frikøbte” ænder, der var fanget i fuglekøjer på Fanø med midler fra Carlsbergfondet, ringmærkede dem og slap dem fri, for på den måde at kortlægge ændernes rejserute.. Fra 1899 til sin død i 1921 ringmærkede han personligt omkring 6000 fugle. 
Sammen med bl.a. Eiler Lehn Schiøler var han medstifter i 1906 af Dansk Ornitologisk Forening.
I 1952 blev der i Viborg afsløret en mindetavle for Hans Chr. C. Mortensen. Tavlen er anbragt på den gamle katedralskoles mur ud mod Latinerhaven. På mindetavlen kan læses et lille vers, som er skrevet af én af Mortensens elever, digteren Johannes V. Jensen: 
"Hans vid og sindrighed bar frugt
hvorom der går i verden ry.
Han fulgte fuglen på dens flugt,
selv blev han i den stille by."
Hans Christian Cornelius Mortensen er begravet på Viborg Kirkegård.